# Poznańskie Towarzystwo Przyjaciół Nauk

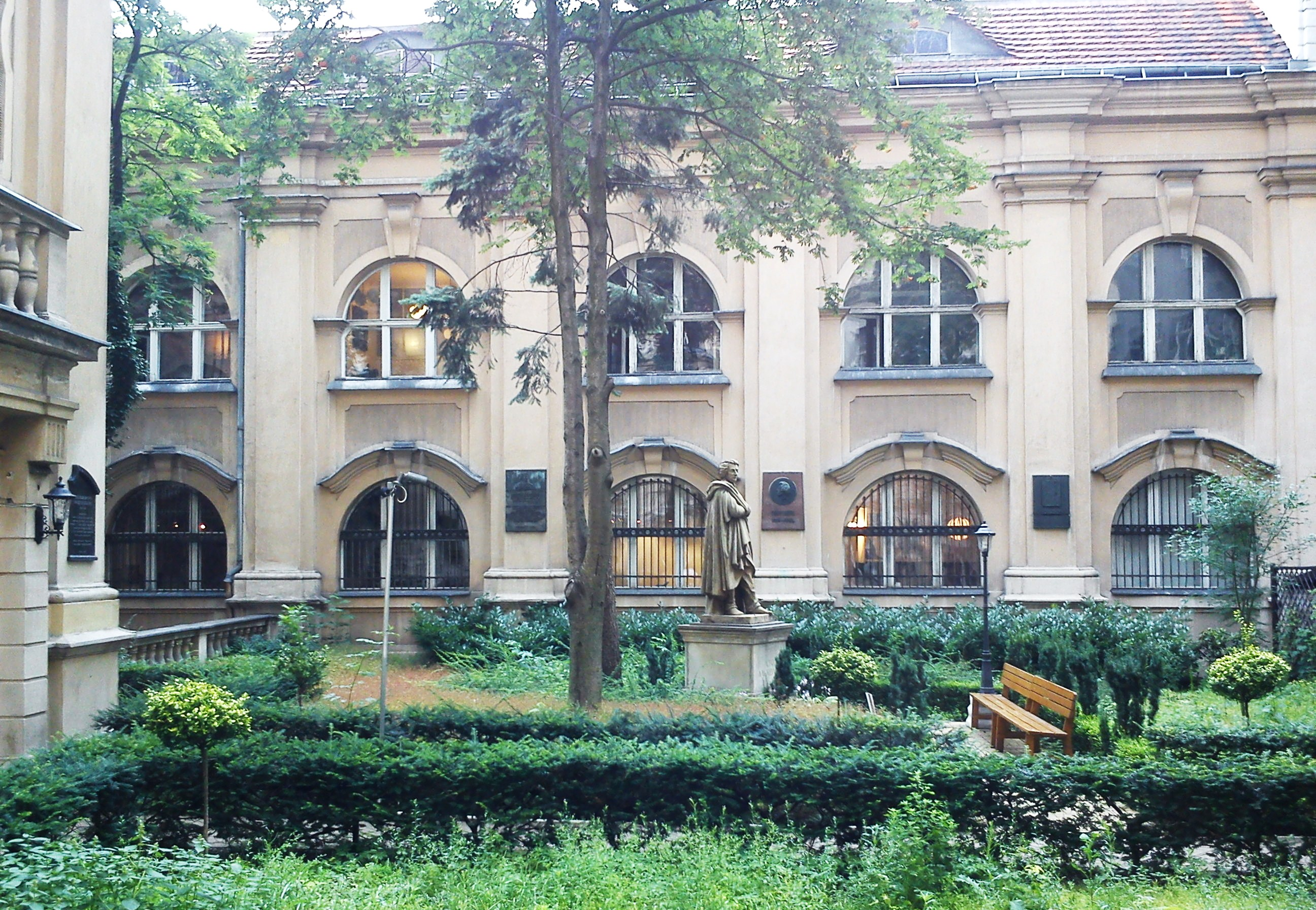
Dziedziniec gmachu PTPN.

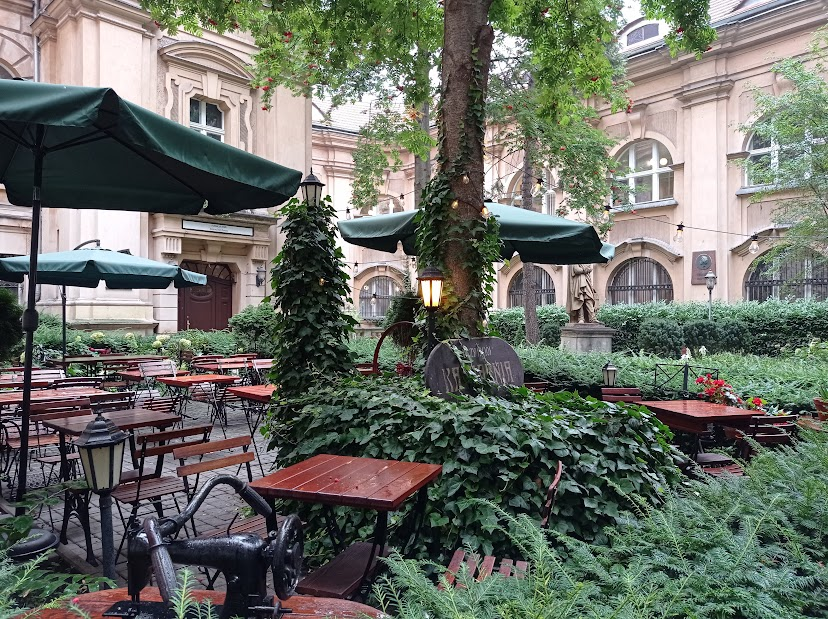
Dziedziniec gmachu PTPN (ogródek kawiarni U Przyjaciół)

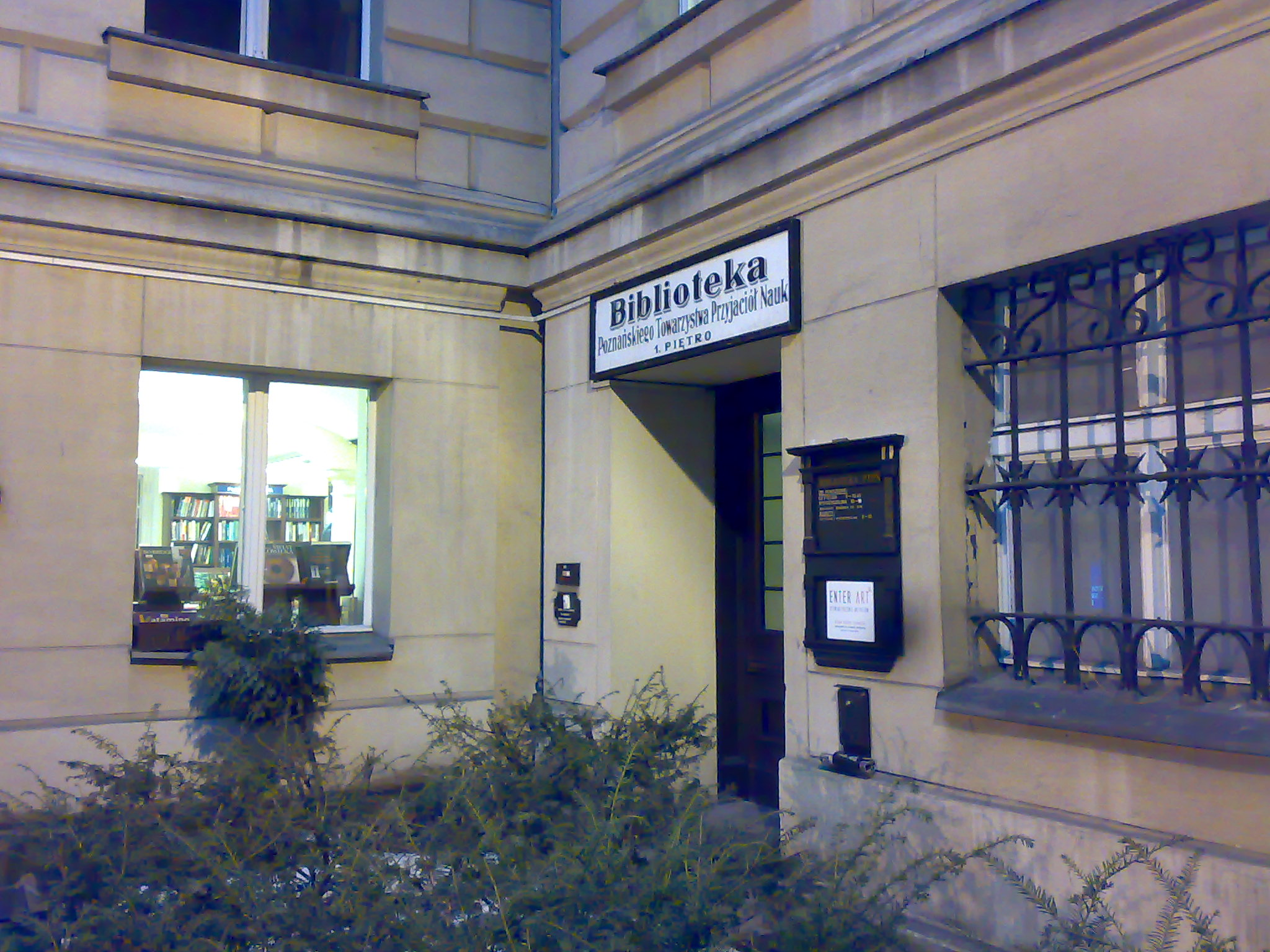
Wejście do Biblioteki

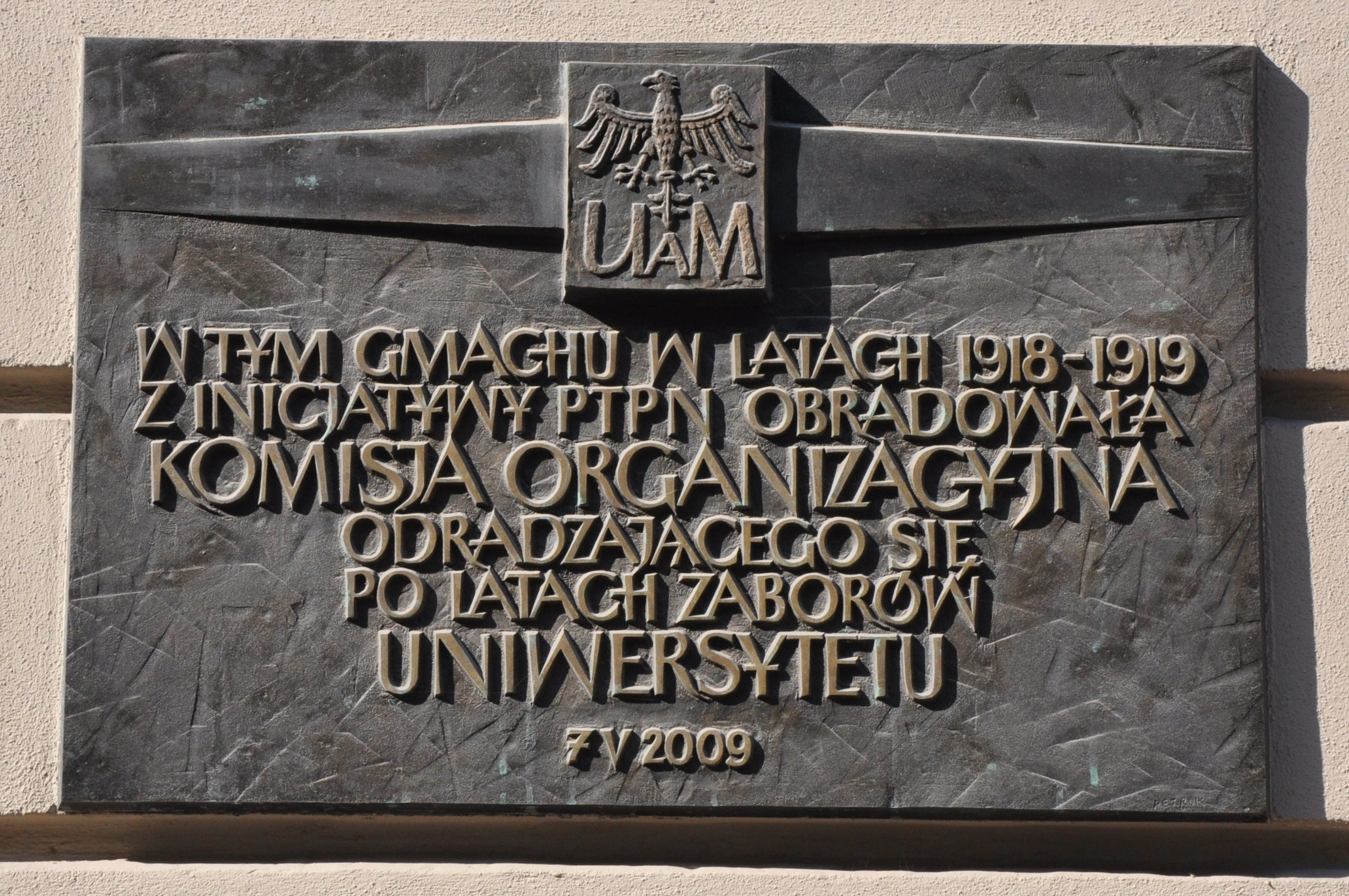
Tablica pamiątkowa UAM

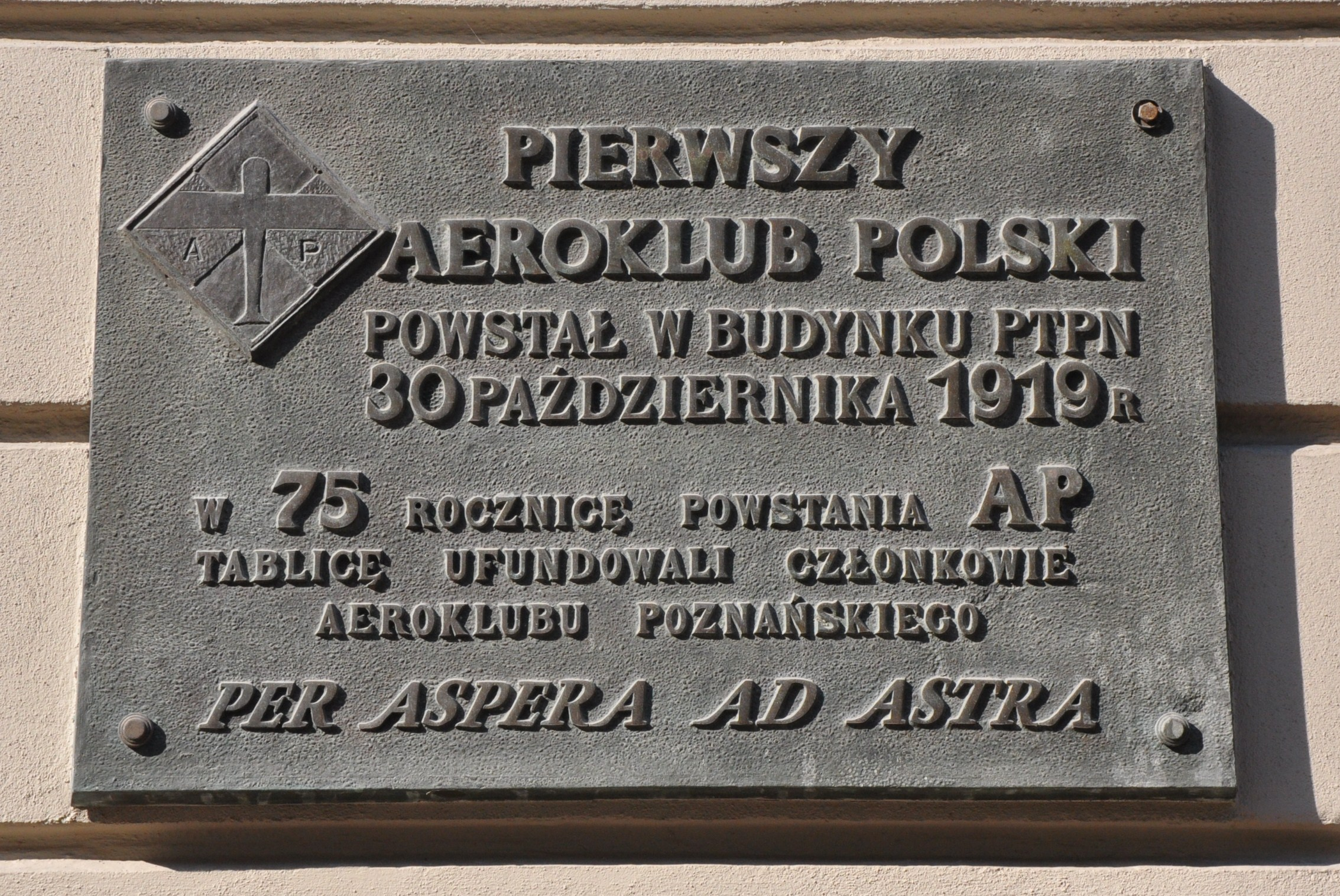
Tablica pamiątkowa Aeroklubu Poznańskiego

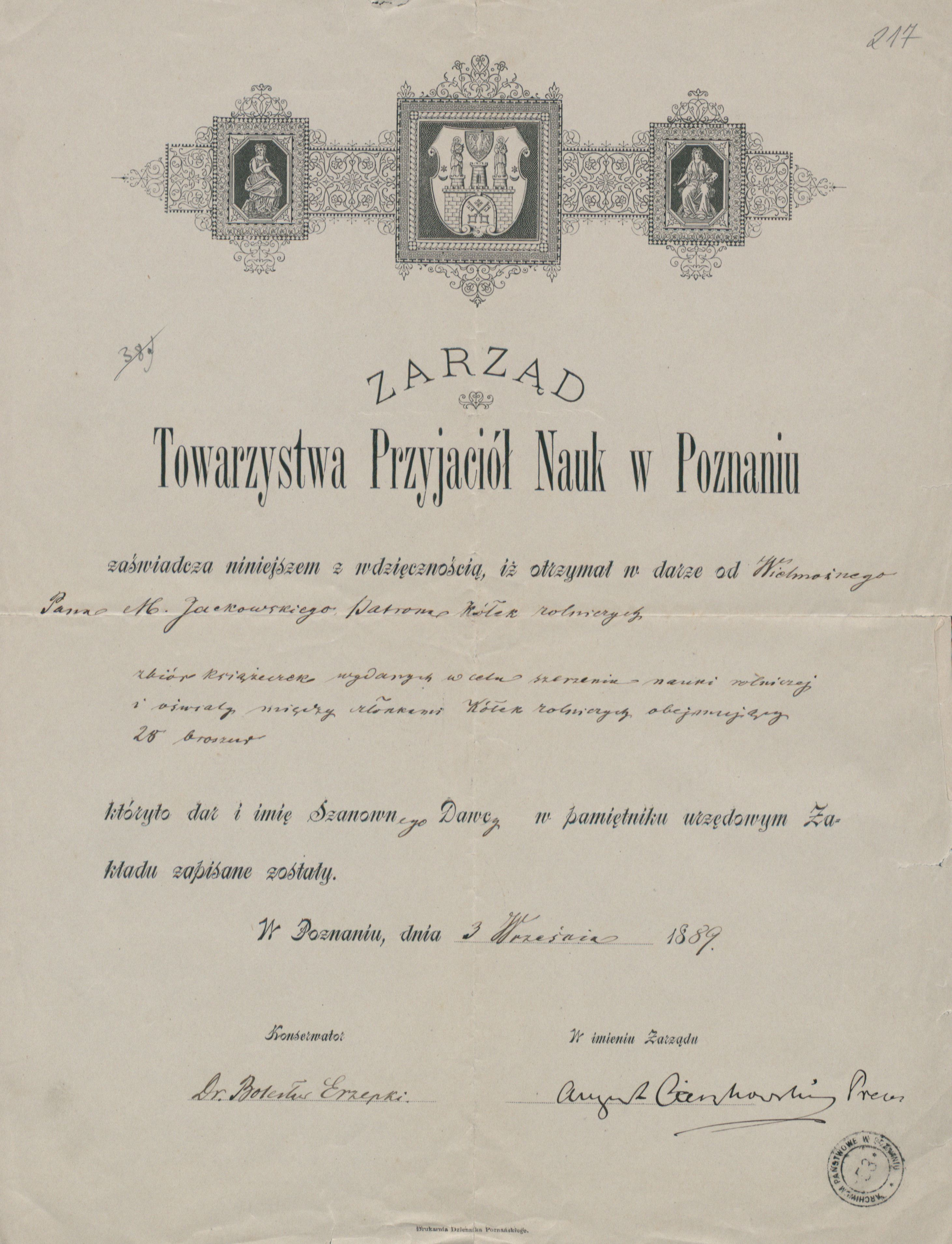
Pismo dla Maksymiliana Jackowskiego od Towarzystwa Przyjaciół Nauk z podpisem prezesa Augusta Cieszkowskiego ze zbiorów Archiwum Państwowego w Poznaniu

Poznańskie Towarzystwo Przyjaciół Nauk (PTPN) – regionalne towarzystwo naukowe ogólne założone w 1857 w Poznaniu, skupiające obecnie około tysiąca uczonych z całej Polski, tworzących korporację na prawach stowarzyszenia. W 1919 dzięki zaangażowaniu członków towarzystwa utworzono Uniwersytet Poznański.
Są to w szczególności naukowcy pracujący w instytucjach naukowych Poznania, zwłaszcza w szkołach wyższych miasta. Podstawową formą działalności PTPN są zebrania naukowe w komisjach i w wydziałach, na które dzieli się towarzystwo. Podczas takich spotkań członkowie (zgodnie z tradycją bez honorarium) lub goście z kraju i zagranicy przedstawiają referaty, które są następnie dyskutowane przez wszystkich obecnych. Większość wygłaszanych tekstów jest następnie publikowana w czasopismach i książkach wydawanych przez towarzystwo. Rocznie odbywa się około 50−70 takich zebrań. Z PTPN związana jest również Fundacja Brzeskich, wspierająca badania archeologiczne. Od 1998 PTPN przyznaje co trzy lata nagrodę naukową im. Augusta Cieszkowskiego.
Od 2020 prezesem towarzystwa jest historyk i politolog dr hab. Filip Kaczmarek.

## Historia
Pierwsze zebranie korporacji, nazwanej pierwotnie Towarzystwo Przyjaciół Nauk Poznańskie odbyło się 13 lutego 1857. Na spotkaniu tym obecnych było 42 członków założycieli, wśród których głównymi inicjatorami powołania tej organizacji naukowej byli: dr Kazimierz Szulc, ksiądz Franciszek Ksawery Malinowski, Kazimierz Jarochowski, Leon Wegner, Roger Maurycy Raczyński oraz Tytus Działyński. Pierwszym prezesem został natomiast August Cieszkowski. Po nim tę funkcję sprawowały kolejno takie osobowości jak: Tytus Działyński, ponownie August Cieszkowski, Karol Libelt, Stanisław Egbert Koźmian, po raz kolejny Cieszkowski, arcybiskup Edward Likowski, członkami zaś były takie osoby jak Hipolit Cegielski, Teodor Teofil Matecki, Władysław Bentkowski czy Roman May. Powstanie Towarzystwa było niezwykle istotnym elementem w walce o zachowanie polskości Wielkopolski.
Nawet ówczesna dewiza PTPN: unguibus et rostro (pazurami i dziobem), odnosiła się do metod koniecznych dla obrony zagrożonej polskiej kultury i nauki, gdzie w przeciwieństwie do pozostałych zaborów nie istniała żadna polska wyższa uczelnia. PTPN, które początkowo było głównie ukierunkowane humanistyczne i artystyczne (od początku swojego istnienia PTPN zabiegało o powstanie w Poznaniu pierwszego na świecie pomnika Adama Mickiewicza) szybko poszerzyło swoje działanie na nauki ścisłe i przyrodnicze prowadząc regularne prace naukowe na tych polach. Wydział Przyrodniczy towarzystwa badał pod kątem fizjograficznym Polskę Zachodnią, w samym towarzystwie urządzono laboratorium chemiczne, zaś Wydział Lekarski stał się zaczątkiem Wydziału Lekarskiego późniejszego Uniwersytetu Poznańskiego. Równolegle z pracami naukowymi PTPN prowadziło ożywioną działalność wydawniczą publikując takie periodyki jak Roczniki PTNP, Zapiski Archeologiczne Poznańskie czy Nowiny Lekarskie. Prężnie działająca organizacja nawiązała także międzynarodowe kontakty naukowe nie tylko z Berlinem, ale także Petersburgiem, Pragą, Ołomuńcem, Belgradem, Charkowem, Kopenhagą, a także, co było ważne w zachowaniu spójności narodowej z leżącymi poza granicami zaborczego państwa innymi polskimi ośrodkami naukowymi: Warszawą, Krakowem i Lwowem.
Dzięki badaniom, wymianie i darowiznom szybko powiększała się biblioteka Towarzystwa (kierowana przez Ludwikę Dobrzyńską-Rybicką), a także zbiory muzealne obejmujące pamiątki historyczne i narodowe, które stały się bazą do powstania w późniejszym okresie Muzeum Narodowego w Poznaniu. Na tym polu, na rzecz towarzystwa nieocenione usługi oddał Seweryn Mielżyński, który przekazał PTPN swoje kolekcje sztuki obejmujące między innymi zbiory odkupione od Edwarda Rastawieckiego oraz należącą do Mielżyńskich Galerię Miłosławską, a także zbiory archeologiczne i numizmatyczne. To również z fundacji Seweryna Mielżyńskiego Towarzystwo otrzymało swoją siedzibę zaprojektowaną przez Zygmunta Gorgolewskiego. Dzięki własnemu budynkowi PTPN stało się centrum kulturalnym, naukowym i muzealnym dbającym o rozwój kultury narodowej w Wielkopolsce. Siedzibę tę, w początku XX wieku dzięki składkom poznaniaków, a szczególnie kupca i finansisty Romana Plewkiewicza, rozbudowano. Projekt wykonał Roger Sławski, który jako członek PTPN, zgodnie z tradycją zrobił to za darmo. Do dwóch pierwotnych oficyn dodano wówczas dwie kolejne oraz budynek od ulicy nadając siedzibie PTPN przy ul. Seweryna Mielżyńskiego 27/29 w centrum Poznania dzisiejszy wygląd.
W 1912 powołano Wydział Techniczny PTPN, pod przewodnictwem inż. Henryka Suchowiaka, przystąpili do niego m.in. architekci Stefan Cybichowski, Marian Andrzejewski i Kazimierz Ulatowski. Pod koniec 1912 Wydział Techniczny PTPN liczył 56 członków czynnych i 5 członków korespondentów. Wybuch wojny przerwał działalność Wydziału
Technicznego, ostatnie zebranie miało miejsce 4 stycznia 1916.
W momencie odzyskania niepodległości w 1918 PTPN wzmogło jeszcze bardziej swą działalność dążąc do powstania w Poznaniu uniwersytetu. W sposób naturalny po powołaniu do życia Wszechnicy Piastowskiej, jej pierwszym rektorem został ówczesny prezes Towarzystwa – Heliodor Święcicki. Jego następca na fotelu prezesa PTPN, Bronisław Dembiński przeprowadził natomiast konieczną reformę towarzystwa. Większość zbiorów przekazano do publicznych muzeów, zaś samo Towarzystwo przeszło ewolucję od instytucji naukowej (funkcję tę przejął Uniwersytet) do wolnej korporacji akademickiej skupiającej naukowców z uczelni.
Okres II wojny światowej przyniósł poważne straty PTPN, zarówno w postaci śmierci ponad stu członków, jak i zniszczeniu części zbiorów, archiwów i siedziby.
Po zakończeniu walk, 16 maja 1945 wznowiono prace PTPNu. Pierwszą z odrodzonych komisji była Komisja Historyczna. Za kadencji Zygmunta Lisowskiego stopniowo odtworzono Towarzystwo wracając do badań naukowych, w tym ponownie nad fizjografią Polski Zachodniej, a także wydawano prace naukowe prowadząc równolegle działania popularyzatorskie i odtwarzając zbiory biblioteczne. Towarzystwem kierowali wówczas kolejni prezesi: Zygmunt Wojciechowski, Kazimierz Tymieniecki, Stefan Barbacki, Gerard Labuda, Zdzisław Kaczmarczyk, Zbigniew Zakrzewski. Jednak nieprzychylny stosunek władz wobec niezależnej organizacji naukowej sprawił, że PTPN utraciło część majątku. Natomiast przemiany społeczne w schyłkowym okresie PRL osłabiły chęć do darmowej pracy na rzecz Towarzystwa, które znalazło się w sytuacji kryzysowej. Na szczęście dla PTPN po 1989 za prezesury Antoniego Gąsiorowskiego odzyskano część majątku, co mimo obcięcia dotacji państwowych pozwoliło na uzyskanie podstaw finansowych do kontynuowania pracy Towarzystwa i jego odnowy.

## Honorowi członkowie
W okresie międzywojennym honorowymi członkami Towarzystwa byli:

- prof. dr Władysław Abraham, Lwów
- prof. dr Oswald Balzer, Lwów
- ks. Walenty Barczewski, Brąswałd
- prof. dr Michał Bobrzyński, Garby
- prof. dr Jerzy Boguski, Warszawa
- prof. dr Aleksander Brückner, Berlin
- prof. Ignacy Chrzanowski, Kraków
- prof. dr Stanisław Ciechanowski, Kraków
- Maria Curie-Skłodowska, Paryż
- prof. dr Ludwik Ćwikliński, Poznań
- prof. dr Benedykt Dybowski, Lwów
- prof. dr Karol Dziewoński, Kraków
- prof. dr Bolesław Erzepki, Poznań
- prof. dr Ludwik Finkel, Lwów
- prof. dr Antoni Gluziński, Lwów
- ks. kan. dr Jan Władysław Hozakowski, Poznań
- prof. dr Józef Kallenbach, Kraków
- prof. dr Antoni Kostanecki, Warszawa
- prof. dr Kazimierz Kostanecki, Kraków
- prof. dr Zygmunt Laskowski, Genewa
- prof. dr Jan Łukasiewicz, Warszawa
- prof. dr Witold Orłowski, Warszawa
- dyr. Stanisław Ptaszycki, Warszawa
- prezydent Poznania Cyryl Ratajski
- prof. dr Eugeniusz Romer, Lwów
- prof. dr Jan Rozwadowski, Kraków
- baron Bronisław Schwanitz-Szwankowski, Kraków
- prof. dr Kazimierz Twardowski, Lwów
- prof. dr Adam Wrzosek, Poznań
- prof. dr Stanisław Zaremba, Kraków
- prof. dr Janusz Zieliński, Warszawa